# ACP Group
ACP Group AG ist ein in Österreich gegründetes IT-Unternehmen mit mehr als 50 Standorten in der DACH-Region. Geschäftsbereiche sind die Errichtung und der Betrieb von IT-Infrastruktur, Softwarelösungen sowie dazugehörige Dienstleistungen. Kunden sind Unternehmen sowie Organisationen der öffentlichen Hand (B2B-Segment).

## Geschäftsfelder
ACP teilt sich organisatorisch in vier strategische Geschäftsfelder auf:
- Hybrid Cloud & Datacenter
- Modern Workplace
- Network & Security
- Digital Solutions

## Geschichte
ACP wurde 1993 in Wien gegründet. Mehrheitseigentümerin von ACP (zuletzt 61 %) war bis 2013 die Schweizer Private-Equity-Gesellschaft Capvis. 2006 hatten die Gründer des Unternehmens ihre Anteile zum überwiegenden Teil an Capvis verkauft und im Zuge eines Management-Buy-out wurde das Unternehmen im April 2013 wieder vollständig in das Eigentum von Management und Mitarbeitern zurück übernommen. Größter Einzelaktionär ist der Mitgründer und erster Geschäftsführer Stefan Csizy, der seit 2008 als Beirat und seit Umgründung in eine Aktiengesellschaft als Aufsichtsrat (seit 2013 als Aufsichtsratsvorsitzender) agiert. ACP hat über 100 Eigentümerinnen und Eigentümer, die zum größten Teil aktiv im Unternehmen mitarbeiten.
Das Unternehmen war in der Vergangenheit auch in der Schweiz, sowie kurzzeitig in Polen und Rumänien aktiv, hat sich aber von dort zurückgezogen um sich auf die Kernmärkte Deutschland und Österreich zu konzentrieren.

## Niederlassungen
- Österreich: Wien, St. Pölten, Wiener Neustadt, Graz, Feldbach, Klagenfurt, Salzburg, Götzis, Innsbruck, Traun, Gmunden, Leonding, Hohenzell.

- Deutschland: Augsburg, Bad Homburg, Berlin, Dresden, Düsseldorf, Frankfurt, Halle (Saale), Hamburg, Hannover, Hauzenberg, Jena, Kolbermoor, Köln, Konstanz, Leinfelden-Echterdingen, Mainz, München, Nürnberg, Oldenburg, Paderborn, Regensburg, Sangershausen, Ulm, Würzburg.

## Unternehmensstruktur
Der Hauptsitz der ACP Group AG ist in Wien. Zur ACP Gruppe gehören mehrere operative Unternehmen bzw. Firmen, die operativ weitgehend autonom ihre jeweiligen Märkte und Kunden bearbeiten:
- ACP IT Solutions
- ACP Digital[6]
- ACP Tekaef[7]
- ACP TechRent[8]
- ACP Cubido[9]
- ACP eduWERK[10]
- ACP mcWERK[11]
- ACP DoIT
- ACP Financial Solutions
- ACP Print&Mobility[12]
- Inclusify[13]
- Daenet[14]